# Borgmestervejen
|  | Denne artikel beskriver en fremtidig begivenhed Denne artikel eller sektion handler om planlagt eller forventet fremtidig begivenhed. Der kan forekomme spekulativ information, og indholdet kan ændres dramatisk når begivenheden nærmer sig og mere information bliver tilgængelig. |

Borgmestervejen er en foreslået to-sporet motortrafikvej, der skal gå mellem tilslutningsanlæg 61b Vejle Syd ved den Østjyske Motorvej (E45) og Ødsted. Vejen forventes at  blive ca. 10,2 km lang og bliver en del af primærrute 28. Det er Vejle Kommune, der har foreslået forbindelsen for at aflaste den nuværende rute igennem Vejle for gennemkørende tung trafik, der skal videre til Billund og Billund Lufthavn.
Vejen foreslås at udgå fra tilslutningsanlæg 61b Vejle Syd og derefter ført syd om Vejle. Vejen er planlagt til at passere mellem Hjulbæk Skov og Svinholt Skov, derefter over Højen Å, hvor den fortsætter nogle km ud over det åbne land, indtil den passerer Koldingvej sekundærrute 170 i et tilslutningsanlæg med frakørsel til Ny Højen. Derefter kommer den til at fortsætte syd om landsbyerne Ny Højen, Mejsling og Jerlev. Motortrafikvejen er planlagt til at ende i en rundkørsel på Vingstedvej, der løber nord om byen Ødsted. 
Hvis motortrafikvejen bliver vedtaget, vil den nuværende primærrute 28 blive omlagt, så den fra Bredsten følger landevejen sekundærrute 510, Vingstedvej, indtil Ødsted, og herfra følger den nye vej. Primærrute 28 vil slutte i et tilslutningsanlæg 61b Vejle Syd ved Østjyske Motorvej (E45).